# 杜沃河
杜沃河（法語：Douve，法語發音：[duv]），又称乌沃河（法語：Ouve，法語發音：[uv]），是法國诺曼底大区芒什省的河流，河道全長78.6公里，發源自托勒瓦，流經索特瓦、莱唐贝特朗和马涅维尔，最終在卡朗唐東北面注入英吉利海峡。

## 外部連結
- http://www.geoportail.fr （页面存档备份，存于）
- Sandre数据库中的杜沃河 （页面存档备份，存于）